# Vladimir Gessen
Vladimir Augusto Gessen Rodríguez (Venezuela, 23 de agosto de 1949) es un político, periodista y psicólogo venezolano.

## Estudios
Egresado como Licenciado en Psicología de la caraqueña (UCV) Universidad Central de Venezuela con Mención de Grado en Psicología Industrial, Postgrado en Psicopatología Clínica de la Universidad de Barcelona (España) y recibió el doctorado honoris causa por la Universidad Bicentenaria de Aragua. Ha realizado estudios en la maestría de ciencias políticas en la Universidad Internacional de la Florida (FIU) y en la FLACSO.

## Comunicador
Luego de dejar la política se enfocó en su profesión de psicólogo. Participa en los medios de comunicación de Venezuela en programas de psicología tanto de radio y televisión junto con su esposa, María Mercedes, como: “El Diván de los Gessen”, “Qué Cosas tiene la Vida”, “Cita con los Psicólogos”. Ambos poseen secciones de asuntos sobre psicología en la prensa nacional e internacional, como: “Psicología para Todos” y “Psico&Salud”. También, dirigen y producen sitios en Internet como psicologiaparatodos.com, y existeypiensa.com. Juntos han publicado los libros "Maestría de la Felicidad!",  "Qué cosas y cambios tiene la Vida", "Ser Feliz en Pareja", "Psicología para todos" y "¿Quién es El Universo?". Es analista político invitado en CNN en español. En el sector privado, Gessen fue vicepresidente de las Empresas 1BC (RCTV) y de RCTV International, produciendo, dirigiendo y presentando sus propios programas televisivos y radiales, entre los anteriormente citados programas de psicología, al igual que el programa "Viva la política", un programa de entrevistas de personalidades. Sus escritos aparecen en Informe21.com, El Diario de Caracas y Firmas Press, los distribuye, para su publicación en diferentes medios impresos hispanoamericanos. En la Web y en Mega TV, produjo "El Informe Gessen". Es miembro activo de la Asociación Nacional de Periodistas Hispanos de los EE. UU, The National Association of Hispanic Journalists (NAHJ), de la Sociedad Interamericana de Prensa (SIP) y Presidente fundador del Bloque de Prensa Digital de Venezuela.

## Actividad pública
Entró en el mundo de la política acompañando a Renny Ottolina en su proyecto del Movimiento de Integridad Nacional. Luego de la muerte de Ottolina en 1978 fundó Nueva Generación Democrática, su propio partido de tendencia conservadora, llegando a tener una fuerza parlamentaria con senadores y diputados. Se postuló como candidato a la Presidencia de Venezuela en 1988. 
Se desempeñó como Ministro Plenipotenciario y Embajador de la República de Venezuela en Canadá. Ministro de Estado para el Turismo. Miembro del Consejo de Ministros y del Gabinete Ejecutivo del Presidente de la República. Presidente de la Corporación de Turismo de Venezuela. Presidente Fundador de la Comisión Binacional para el Desarrollo del Turismo y la Cooperación entre Venezuela y los Estados Unidos de América. Diputado al Congreso de la República por el estado Carabobo y por el Distrito Federal entre 1989-1994. Presidente de la Comisión Permanente Contra el Uso Indebido de Drogas, del Congreso de la República. Miembro Principal de las Comisiones Permanentes de Política Interior, Defensa y Finanzas. 
Diputado al Congreso de la República por el Estado Carabobo. Período 1984-1989. Presidente de la Subcomisión Antidrogas del Congreso. Miembro Principal de las Comisiones Permanentes de Juventud, Recreación y Deportes, Turismo, Medios de Comunicación, Protección del Medio Ambiente y de las Subcomisiones de Asuntos Indígenas, de Régimen Penitenciario, de Prevención del Delito y de Asuntos Navales de las Fuerzas Armadas Nacionales. Miembro Principal de las Comisiones Especiales Contra el Crimen Organizado y de la Investigadora del Delito Financiero del Narcotráfico. Presidió y participó en importantes comisiones especiales de investigación de crímenes, delitos y lucha contra la corrupción administrativa y policial. En 1990 se retiró de la política, sin embargo en 1999 momentáneamente reingresó al postularse como candidato para la Asamblea Nacional Constituyente que tenía como función redactar una nueva constitución, promoviendo la defensa de la mujer, de la familia y de los niños y adolescentes. Es Presidente fundador de la Fundación Venezuela Libre de Drogas y Presidente de la Fundación Venezuela Nuestra.

## Honores

### Condecoraciones
- Orden del Libertador en su Gran Cordón, “por los servicios prestados a la Humanidad”. Máxima condecoración que otorga la República de Venezuela.
- Orden Francisco de Miranda en Primera Clase, “en reconocimiento a sus servicios públicos en favor de la Patria”.
- Orden Andrés Bello, “por los servicios prestados a la República, en la promoción de una cultura sin drogas, por su actitud profamilia y por la divulgación pedagógica en los medios de comunicación de temas científicos y educativos”.
- Orden Antonio Ornés Rodríguez en su Primera Categoría, “por su trabajo en política exterior, fronteras, seguridad y defensa y desarrollo integral del país”.
- Honor al Mérito Gran Cordón del Distrito Federal, “como servidor público destacado por su extraordinario aporte institucional y alto espíritu de superación profesional.”
- Orden “Día del Periodista”, de la Alcaldía de Chacao, "como justo reconocimiento a la labor constante de quienes han aportado a Venezuela su trabajo profesional y lo mejor de cada uno como seres humanos”.
- Orden al Mérito Francisco Esteban Gómez en Primera Clase, “por su contribución al desarrollo del Turismo en Venezuela”.
- Mención Honorífica Cesar Naranjo Ostty, "como justo reconocimiento a su sostenida preocupación frente al problema de las drogas".
- Orden del Buen Ciudadano, de la Alcaldía del Municipio Los Salias, "por su aporte en la comunicación científica a la sociedad".
- Orden Vicente Emilio Sojo en Primera Clase, “por sus méritos ciudadanos”.
- Orden Mérito Turístico del Estado Anzoátegui, “por su aporte al turismo del estado Anzoátegui.”
- Mención Honorífica del Instituto Educativo Gonzalo Méndez.
- Honor al Mérito de la Fundación Social de la Tercera Edad.

### Premios
- Meridiano de Oro 1995. (Mejor Programa de Opinión).
- Premio Monseñor Pellín. (Personaje del año 1996)
- Reconocimiento Federación de Colegios de Psicólogos 1996.
- Premio CECODAP (UNICEF) 1997, “por la defensa de los derechos de los niños”.
- Premio Casa del Artista 1995. (Nominación Locutor del año)